# Manganbabingtonite
La manganbabingtonite è un minerale.